# Květov
Květov (deutsch Kwietow) ist eine Gemeinde in Tschechien. Sie liegt sieben Kilometer südwestlich von Milevsko und gehört zum Okres Písek. Der Ortskern des Dorfes Květov ist seit 1995 als dörfliche Denkmalszone geschützt.

## Geographie
Květov befindet sich rechtsseitig des Baches Hrejkovický potok im Westen der zum Mittelböhmischen Hügelland gehörigen Milevská pahorkatina. Östlich erstreckt sich das Waldgebiet Kopaniny sowie die Květovská obora und im Südosten die Rukávečská obora; südwestlich liegt der Wald Braník. Im Südwesten reicht das Gemeindegebiet bis an das mit dem Orlíkstausee geflutete Moldautal. Nördlich erhebt sich der Chlum (552 m), im Osten der Karlův vrch (Buchenberg, 535 m), im Südosten die Obora (Woboraberg, 570 m) und nordwestlich der Chumelák (489 m).
Nachbarorte sind Svatý Jan, Velká und Hamr im Norden, Osek, Pazderna, Milevsko und Hajda im Nordosten, Opršal und Rukáveč im Osten, Okrouhlá, Tyrolský Dům, Branice, Skalka und Stehlovice im Südosten, Dolnice, Jetětice, Jetětické Samoty, Habr, Červená und Truhlařov im Süden, Pazderna, Vůsí, Červená 2. díl, Oslov, Dejmov und Svatá Anna im Südwesten, U Křížku, V Dolanech, U Moravců, Bohuslavský und Zvíkovské Podhradí im Westen sowie Kučeř, Pazderna und Chlum im Nordwesten.

## Geschichte
Květov gehörte wahrscheinlich seit dem 13. Jahrhundert zu den Besitzungen des Prämonstratenserklosters Mühlhausen. Das Kloster wurde am 23. April 1420 von den Hussiten zerstört, wobei auch alle Urkunden verloren gingen. Danach schlug der Klingenberger Burggraf Jan Hájek von Hodětín die verwaisten Klostergüter der königlichen Herrschaft Klingenberg zu. Nachdem im Jahre 1430 Hussiten die Burg Klingenberg belagerten, verpfändete König Sigismund die Herrschaft 1431 an Ulrich II. von Rosenberg, weil er befürchtete, dass sein Burggraf Kunata Kapléř recht bald zu den Aufständischen überlaufen würde.
Die erste schriftliche Erwähnung von Květov stammt aus dem Jahre 1460. Heinrich V. von Rosenberg, der die überschuldete Herrschaft 1472 übernommen hatte, verkaufte am 28. September 1473 ein Viertel der Besitzungen des Hauses Rosenberg, darunter auch das Klingenberger Pfand, seinem Vetter Bohuslav V. von Schwanberg. Nachdem Christoph von Schwanberg 1534 verstorben war, erfolgte 1540 eine Teilung der Klingenberger Güter, wobei sein zweitältester Sohn Johann von Schwanberg die Herrschaft Mühlhausen erhielt. Zu dieser gehörten neben Květov u. a. auch die Dörfer Stehlovice, Bilina, Branice, Křižanov, Rukáveč, Velká, Veselíčko und Kučeř. Johann von Schwanberg ließ auf der Kuppe über dem Tal des Hrejkovický potok eine Feste errichten. Nach dessen Tode erbte seine Witwe die Feste Květov mit den umliegenden Dörfern, nachfolgender Besitzer wurde ihr Sohn Christoph von Schwanberg. Am 4. September 1612 verkaufte Georg Ehrenreich von Schwanberg u. a. die Dörfer Kučeř, Květov, Jickovice, Velká, Rukáveč, Stehlovice, Jetětice, Branice, Osek, Vůsí und Červená nad Vltavou an Georg von Schwanberg auf Worlik, der sie wieder zu den Klingenberger Gütern zuschlug. Während des Ständeaufstandes von 1618 gehörte Peter von Schwanberg zu den Anführern der Aufständischen. Nach der Schlacht am Weißen Berg belagerte ein kaiserliches Heer unter Kommando von Baltasar von Marradas fast zwei Jahre die Burg Klingenberg. Der Nachlass des 1621 verstorbenen Peter von Schwanberg wurde gerichtlich konfisziert, die Besatzung verteidigte die schwer einzunehmende Burg Klingenberg jedoch erfolgreich. Nach der Kapitulation vom 21. November 1621 erhielt Adam von Sternberg die Herrschaft. Er verkaufte die Herrschaft Worlik mit Klingenberg 1622 an die Fürsten von Eggenberg. Nachdem 1717 die Eggenberger im Mannesstamme erloschen, erbte 1719 das Haus Schwarzenberg deren Besitzungen.
Im Jahre 1837 bestand Kwietow / Kwětow aus 34 Häusern mit 290 Einwohnern, darunter zwei Israelitenfamilien. Im Dorf gab es einen Meierhof mit Jägerhaus sowie ein Wirtshaus. Abseits lagen die Filialkirche Johannes des Täufers sowie ein im Tiroler Stil errichtetes Jagdhaus mit Schafferhaus. Pfarr- und Schulort war Čerwena. Bis zur Mitte des 19. Jahrhunderts blieb Kwietow als Teil der Herrschaft Klingenberg der Fideikommissherrschaft Worlik samt den Allodialgütern Zalužan, Zbenitz und Bukowan untertänig.
Nach der Aufhebung der Patrimonialherrschaften bildete Květov / Kwietow ab 1850 eine Gemeinde in der Bezirkshauptmannschaft Písek und dem Gerichtsbezirk Milevsko. Im Jahre 1882 wurden die Kinder aus Květov von Červená nach Kučeř umgeschult. Die Freiwillige Feuerwehr Květov gründete sich 1891. Im Jahre 1904 zerstörte ein Großfeuer Teile des Dorfes. Ab 1919 gehörte die Gemeinde zum Okres Milevsko.
Zwischen 1956 und 1963 erfolgte der Bau der Orlík-Talsperre mit der im Moldautal Adámkův Mlýn, Červená 1. díl und Červená 3. díl überflutet wurden.
Im Zuge der Aufhebung des Okres Milevsko wurde Květov Ende 1960 wieder dem Okres Písek zugeordnet. 1964 erfolgte die Eingemeindung von Vůsí (mit Červená 2. díl und Dolnice). Am 1. April 1976 wurde Květov nach Kučeř eingemeindet. Am 24. November 1990 lösten sich Květov und Vůsí wieder von Kučeř los und bildeten die Gemeinde Květov.

## Gemeindegliederung
Die Gemeinde Květov besteht aus den Ortsteilen Květov (Kwietow) und Vůsí (Wusi), den Ansiedlungen Červená 2. díl (Tscherwena 2. Anteil) und Svatý Jan (St. Johann) sowie den Einschichten Dolnice (Dolnicky), Hamr (Hamersky), Pazderna, Tyrolský Dům (Tiroler Haus) und U Křížku (Křižkowsky).
Die Einschicht Adámkův Mlýn wurde überflutet.

## Sehenswürdigkeiten
- Kapelle der Unbefleckten Empfängnis Mariä in Květov, erbaut 1862.
- Kirche Johannes des Täufers und der Jungfrau Maria in Svatý Jan, der spätgotische Bau wurde 1567 anlässlich seiner Wiederherstellung erstmals erwähnt
- Jagdhaus Tyrolský dům in der Rukávečská obora, errichtet 1814
- Naturdenkmal Rukávečská obora
- Hölzerne Kapelle des hl. Hubertus am Tyrolský dům, erbaut 1903
- Kirche des hl. Bartholomäus in Červená 2. díl, der im 12. Jahrhundert errichtete romanische Bau wurde im Zuge des Talsperrenbaus aus dem Überflutungsgebiet an seinen heutigen Standort umgesetzt. Auf dem Friedhof befindet sich das Grab des Gouverneurs der Provinz Podkarpatská Rus, Antonín Rozsypal (1866–1937).
- Ensemble volkstümlicher Bauten im Ortskern. Dabei handelt es sich zum einen um gezimmerte Gebäude, wie den Speicher am Gehöft Nr. 4, der auch den Brand von 1904 überstand. Das Ortsbild prägen die drei im Bauernbarockstil errichteten Gehöfte Nr. 2, 3 und 4, sie wurden nach dem Brand von 1904 durch einen Maurermeister aus Kučeř errichtet. Seit 1995 ist der Ortskern als dörfliche Denkmalszone geschützt.

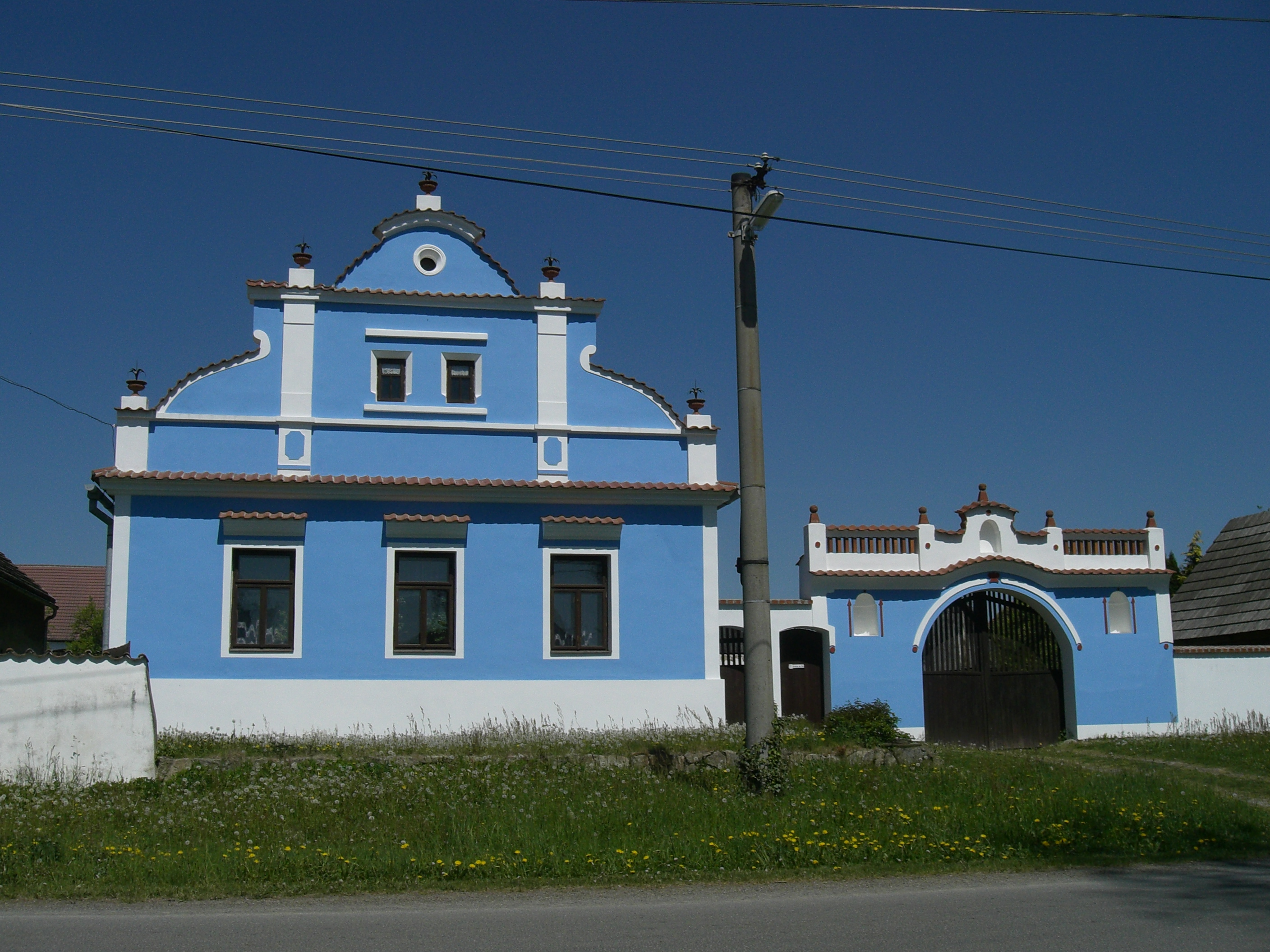
Gehöft Nr. 2 (Modrý statek)
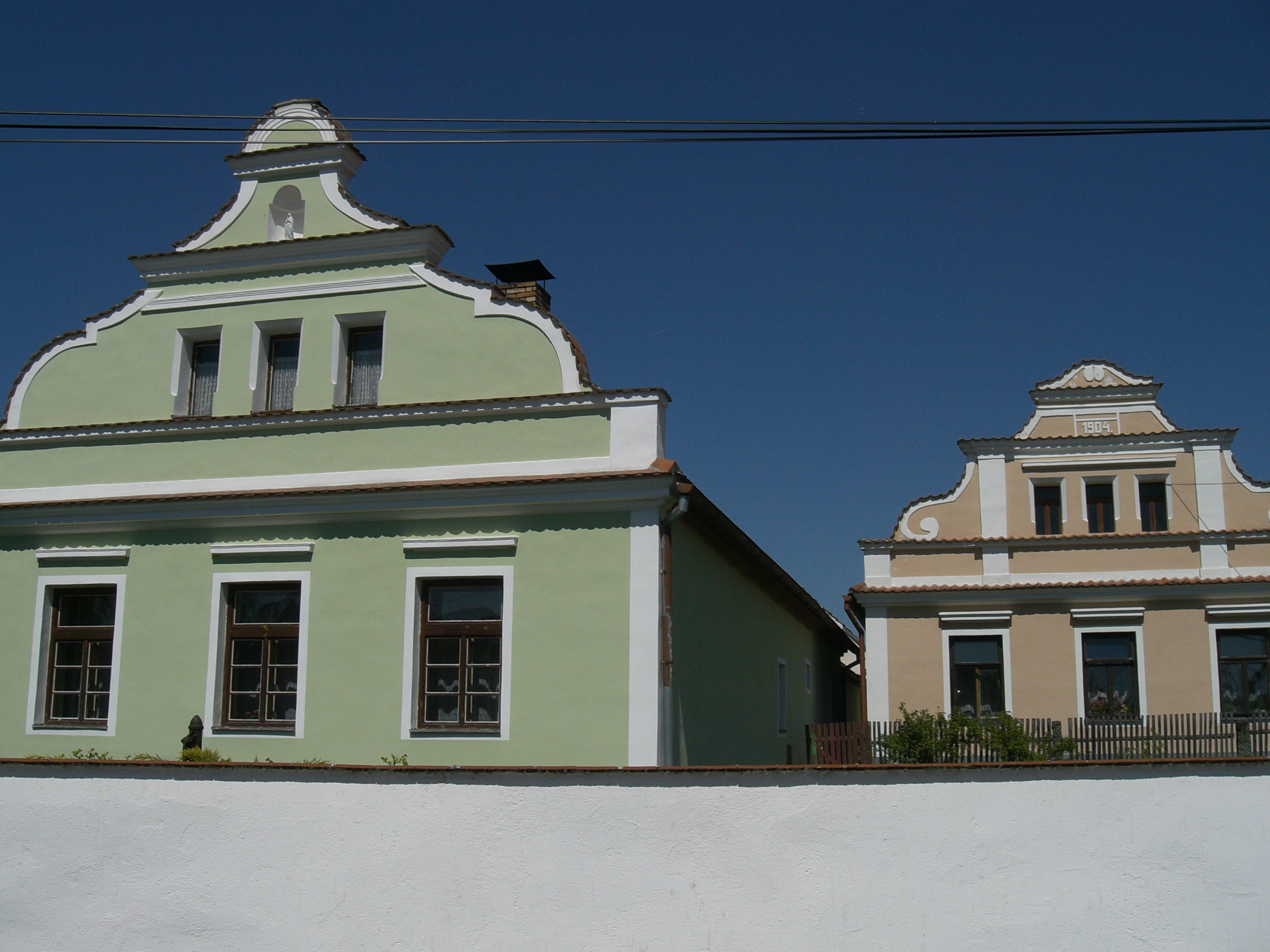
Gehöfte Nr. 3 u. 4
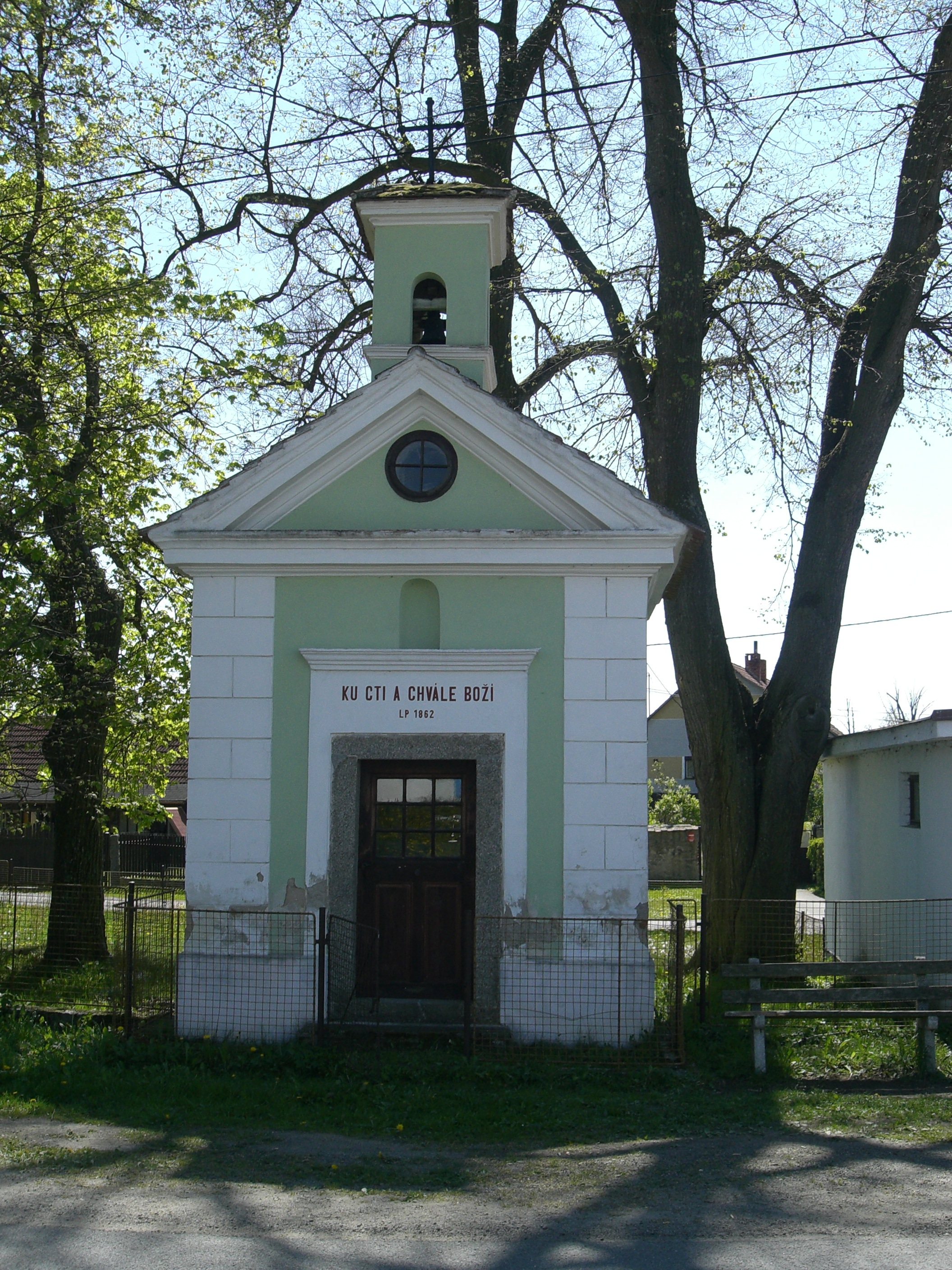
Kapelle der Unbefleckten Empfängnis Mariä
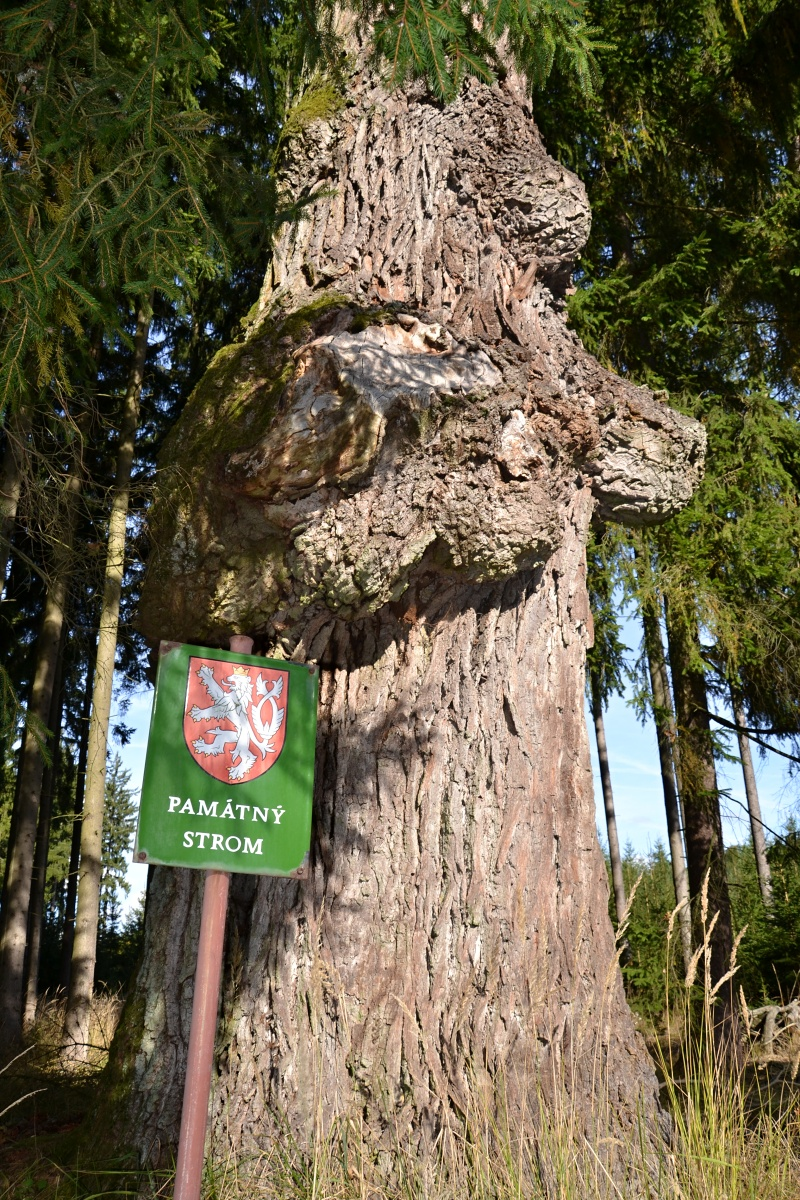
Knorrige Stieleiche an der Květovská obora
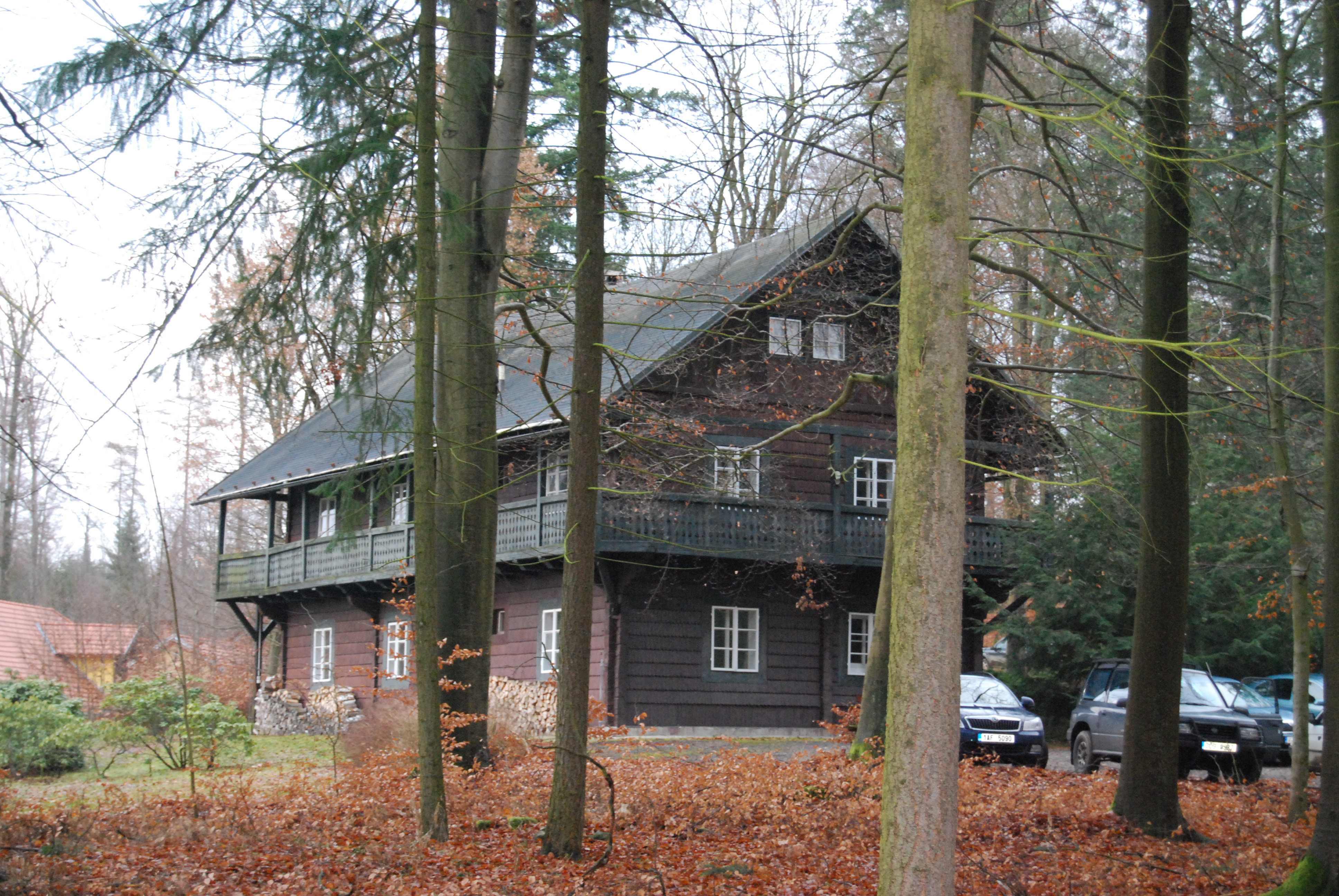
Jagdhaus Tyrolský dům